# Pokój z Bogiem
Pokój z Bogiem (ang. Peace with God) – książka Billy’ego Grahama, jedno z wczesnych i ważnych dzieł tego autora. Wydana została w 1953, a zrewidowane i rozszerzone wydanie ukazało się w 1984. W języku polskim została wydana w 1966 roku przez wydawnictwo Słowo Prawdy. Według redakcji wydawnictwa książka przeznaczona jest dla każdego, kto szuka rozwiązania problemów duchowych.
Książka stała się bestsellerem na rynku amerykańskim. Do końca 1955 sprzedana została w nakładzie 500 tysięcy egzemplarzy i przetłumaczona na 15 języków. Do 1974 sprzedana została w nakładzie ponad 2 milionów i przetłumaczona na 38 języków.
Książka dzieli się na trzy części, które zostały zatytułowane: „Problem”, „Rozwiązanie”, „Rezultat”. Każda z części składa się z sześciu rozdziałów. W książce tej Graham stwierdza, że w tradycyjnej nauce chrześcijańskiej najtrudniejszą do zaakceptowania doktryną jest piekło. Piekło jego zdaniem oznacza separację od Boga. Przypuszcza, że do piekła pójdą ci, którzy świadomie odrzucają Chrystusa. Graham zajmuje się analizą procesu nawrócenia, jego zdaniem w procesie tym uczestniczą emocje, intelekt i wolna wola. Jednak emocje mogą być fałszywe. Nawrócenie oznacza, że człowiek uznaje Chrystusa za swego Pana, któremu całkowicie się poddaje.
Harold Bloom, amerykański krytyk literacki, porównuje książkę do Mere Christianity C.S. Lewisa (1944), zaznaczając przy tym, że dzielą ją od niej „lata świetlne”. Książka Grahama tchnie optymizmem i pisana jest językiem zrozumiałym dla przeciętnego odbiorcy. Książka Lewisa jest chwalona głównie przez fundamentalistów, podczas gdy książka Grahama dociera do szerszego kręgu chrześcijan.